# Love Letter
Love Letter er et kortspil fra 2012, designet af Seiji Kanai og udgivet på flere forlag. Spillet udmærker sig ved at der kun indgår 16 kort, og hver spiller i sin tur kun har to kort på hånden.
Der er kommet flere tematiserede varianter af spillet (heriblandt Batman og Hobbitten).

## Spilforløb
De 16 kort blandes, ét lægges væk og hver spiller får ét, mens resten udgør en talon. I sin tur trækker man et kort fra talonen, spiller det ene af sine to kort og udfører den handling, som er beskrevet på kortet.
Spillet går over flere runder. Hver runde ender, når alle på nær én spiller er slået ud, eller når talonen er trukket færdig. Hvis der kun er én spiller tilbage, vinder vedkommende runden; ellers vinder den spiller, der har kortet med den højeste værdi.

### Kortene
- Princess (1 kort, værdi 8)
- Countess (1 kort, værdi 7)
- King (1 kort, værdi 6)
- Prince (1 kort, værdi 5)
- Handmaid (2 kort, værdi 4)
- Baron (2 kort, værdi 3)
- Priest (2 kort, værdi 2)
- Guard (5 kort, værdi 1)

## Priser
Spillet har modtaget adskillige priser, heriblandt Guldbrikken (i kategorien familiespil) i 2014.